# Wendelinkapelle (Schnepfau)

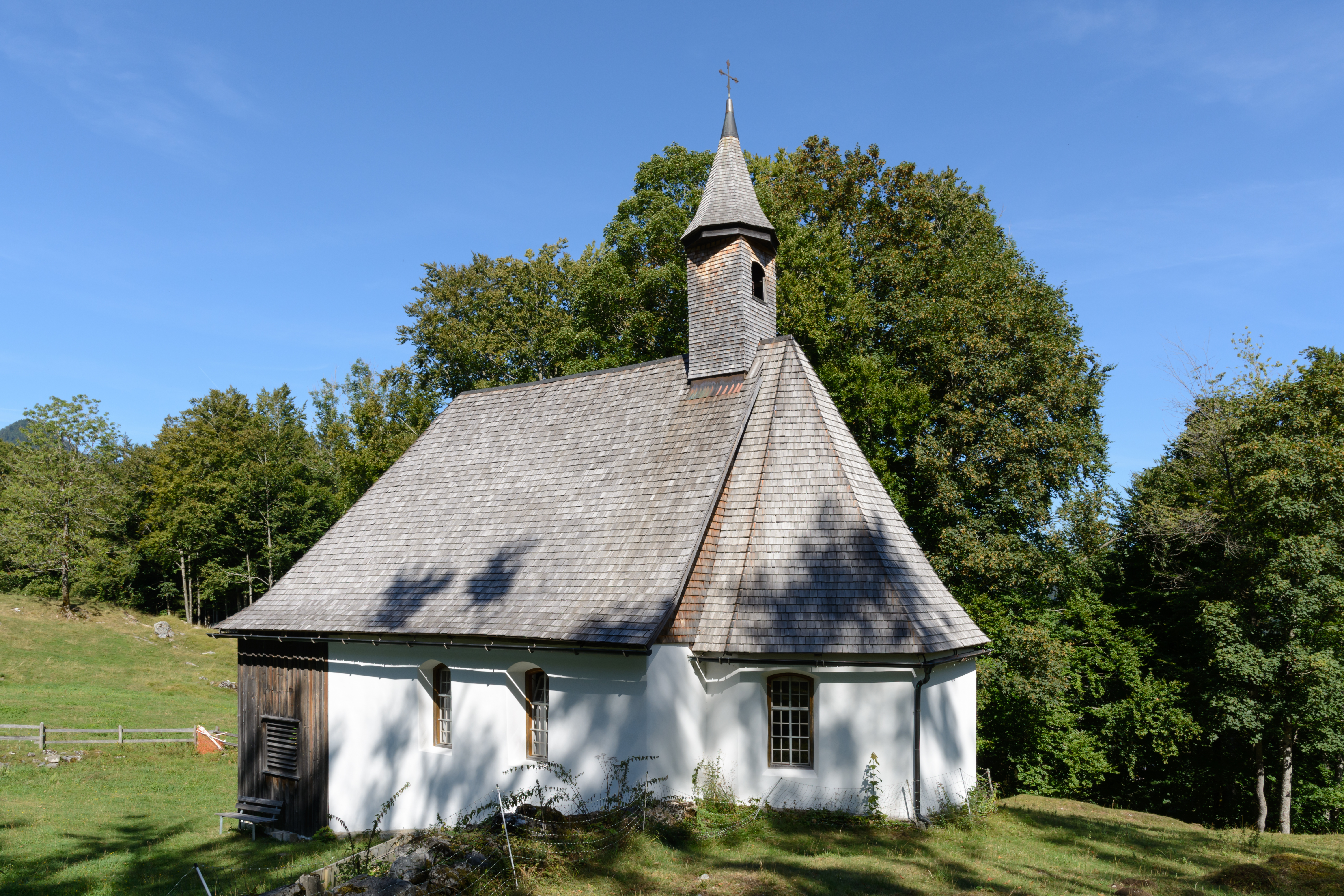
Wendelinkapelle

Die Kapelle des hl. Wendelin ist eine römisch-katholische Kapelle auf der Schnepfegg in der Gemeinde Schnepfau in Vorarlberg. Sie ist dem hl. Wendelin geweiht und steht unter Denkmalschutz.

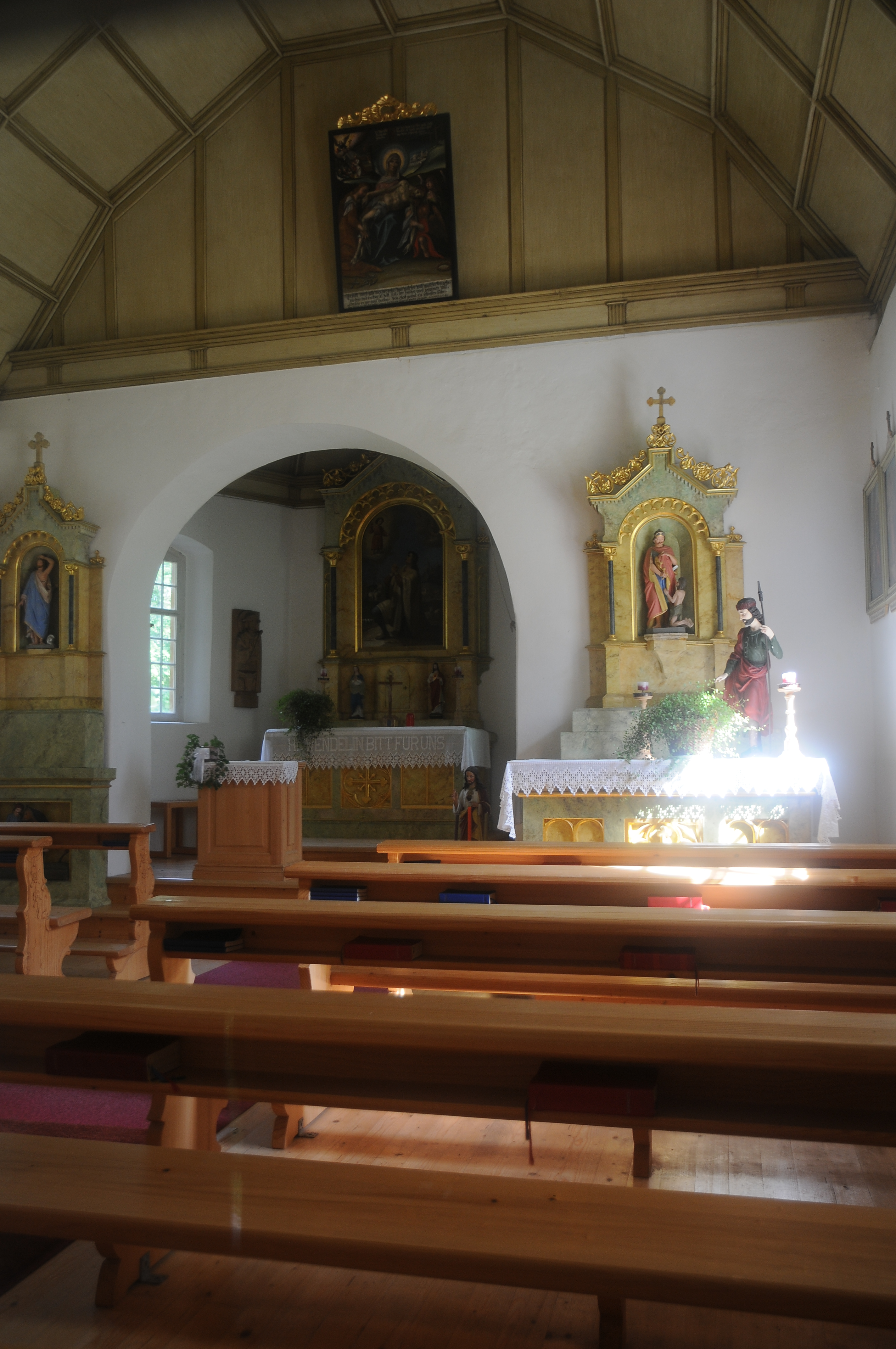
Chorbogen (2012)

Die Kapelle steht an einem Waldrand in einer Senke eines langen felsigen Rückens auf der Schnepfegg an einem alten Übergang von Schnepfau nach Bizau. Die 1636 erbaute und 1639 geweihte Kapelle ist ein Rechteckbau mit zwei Fensterachsen und einem eingezogenen Chor mit Fünfachtelschluss. Auf dem Sattelwalmdach mit einer Holzschindeldeckung befindet sich ein Glockenreiter. Das Vorzeichen ist verbrettert. Die steinernen Fenstergewände haben eine Hohlkehle. Der Betraum erhielt im 17. Jahrhundert eine gewölbte, kassettierte Holzdecke.
Das Altarbild ist eine Darstellung des hl. Wendelin von Johann Kärle (1877). Auf der linken Seite steht ein Altar mit neuromanischem Aufbau und der Figur des hl. Sebastian aus dem 19. Jahrhundert und einem Sockelrelief des hl. Eligius aus dem 17. Jahrhundert. Am rechten Seitenaltar steht eine Figur des hl. Martin aus dem 19. Jahrhundert und eine Figur des hl. Wendelin aus dem 17. Jahrhundert.
Das Votivbild einer Mater dolorosa aus dem Jahr 1691 befindet sich am Chorbogen. Die Tafelreihe mit Szenen aus dem Leben Mariens stammt aus dem 17. Jahrhundert. Das Antependium des hl. Wendelin aus dem 17. Jahrhundert wird bei Feldmessen als Altar verwendet.